# Autoportret cu urechea bandajată
Autoportret cu urechea bandajată este un autoportret realizat în anul 1889 de artistul postimpresionist olandez Vincent Willem van Gogh.

## Descriere
În acest autoportret, van Gogh poartă o căciulă albastră cu blană neagră și o haină de culoare verde, cu un bandaj ce îi acoperă urechea și care se extinde până sub bărbie. Se află într-o postură tradițională de semiprofil iar privirea sa este ușor îndreptată spre dreapta. În spatele său se află o fereastră deschisă, o pânză pe un șevalet cu câteva semne ce nu pot fi distinse, precum și un tablou japonez pe panel de lemn. Acest tablou a fost indentificat ca fiind Gheișe într-un peisaj publicat de Sato Tokyo. Aceasta denotă o influență importantă a japonismului în lucrarea lui van Gogh, care apare în fundalul altor portrete pe care el le-a realizat. Pictura este realizată prin tehnica impasto, în mare parte executată în plan vertical. Tonul pielii este realizat cu nuanțe de verde și galben. Bandajul ce acoperă urechea lui van Gogh în acest tablou este o aluzie la cel mai celebru conflict al său. Van Gogh a folosit o oglindă pentru a realiza autoportretele sale și de aceea mulți cred în mod eronat că el și-a tăiat o parte din urechea dreaptă în loc de cea stângă.

## Povestea
Van Gogh s-a mutat de la Paris la Arles în speranța de a înființa o comunitate de artiști care să conviețuiască în sprijin și încurajare reciprocă. L-a invitat pe Paul Gauguin, un artist cu care s-a împrietenit la Paris, să vină și să locuiască cu el. Cei doi au avut viziuni și opinii diferite și, de aceea, se certau des, uneori violent. În seara zilei de 23 decembrie 1888, în timpul unui conflict între cei doi, van Gogh a avut un acces de furie când l-a amenințat pe Gauguin cu un brici dar apoi s-a rănit singur, tăindu-și o parte din urechea stângă. Într-o stare de încântare, a dus lobul tăiat la bordelul Maison de Tolérance unde l-a dat unei prostituate pe nume Rachel. Când Gauguin s-a întors în dimineața următoare a descoperit că poliția a sosit la domiciliu și că erau pete de sânge în fiecare cameră. Van Gogh și-a secționat o arteră din zona gâtului și s-a aflat în pericol de moarte după ce a pierdut foarte mult sânge. A fost dus la spital și a declarat că nu își amintea ceea ce s-a întâmplat. De-a lungul vieții sale van Gogh a continuat să sufere de asemenea stări, uneori caracterizate de paranoia acută.

## Istoricul achizițiilor
La momentul morții lui van Gogh tabloul se afla în posesia lui Père Tanguy, deși nu se știe cum l-a căpătat. Tanguy a pozat de două ori pentru van Gogh în 1887. A fost expus la Paris în 1901 și 1905 într-o importantă retrospectivă van Gogh. În 1928 a fost cumpărat de colecționarul Samuel Courtauld. În prezent se află expus la Courtauld Gallery din Londra.
Unii critici consideră ca acest tablou ar fi un fals sau o copie. Totuși, dacă acest lucru ar fi adevărat, ar fi fost pictat într-un moment din anii 1890 deoarece artistul a ar fi decedat cu doar câțiva ani înainte și a vândut doar câteva tablouri în timpul vieții sale. Pe 17 ianuarie 1889 van Gogh i-a scris fratelui său Theo ca finalizat "un alt autoportret". S-a creat confuzie cu privire la faptul dacă autoportretul se referă la acest tablou sau la lucrarea Autoportret cu urechea bandajată și pipă. În ambele tablouri van Gogh poartă aceeași îmbrăcăminte și se află în aceeași postură, deși diferă schema culorilor, decorațiunile și locația. Autoportret cu urechea bandajată și pipă a devenit mult mai larg acceptat în comunitatea academică drept un autoportret autentic al lui van Gogh.